# Милован Витезовић
Милован Витезовић (Тубићи, код Косјерића, 11. септембар 1944 — Београд, 22. март 2022) био је српски књижевник, сценариста и универзитетски професор.
Писао је песме, романе, есеје, критике, афоризме, филмска и ТВ сценарија. Објавио је око педесет књига у преко двеста издања; заступљен је у преко педесет антологија српске и светске поезије, прозе, књижевности за децу, афоризама, фантастике и телевизијских драма.
Књиге је објављивао на немачком, енглеском, румунском, француском, италијанском, словеначком, македонском, руском, мађарском, и грчком језику. Превођен је и објављиван у периодици и антологијама на пољском, чешком, летонском, мађарском, француском, шведском, хебрејском, кинеском, бугарском и албанском језику. Афоризми су му објављивани у низу европских новина, од хамбуршког Стерна, до московске Недеље, превођени и на грчки, румунски, хебрејски, шведски, италијански и друге језике.
Био је један од ретких српских писаца чија је књига била забрањена, па чак и спаљивана у свом првом издању; ради се о збирци афоризама Срце ме је откуцало. Његови сатирични текстови често су објављивани у Јежу. Аутор је многих телевизијских драма и серија, текстова за позоришна извођења и филмских сценарија. Телевизијски филмови снимљени по његовим сценаријима приказивани су на европским телевизијама ОРФ и ЗДФ.
Серија Вук Караџић донела му је Европску награду за телевизију.

## Биографија
Рођен је у селу Тубићи (у засеоку Витезовићи) код Косјерића 11. септембра 1944. године. Школовао се у Тубићима, Косјерићу, Ужицу и Београду; дипломирао је на Филолошком факултету, одсек општа књижевност, потом и на Факултету драмских уметности, одсек драматургија.
Био је оперативни уредник у Књижевним новинама; у омладинској ревији Сусрет омладине, радио је као уредник за књижевност до 1969. године, а од тада као уредник гласила Чивија. Функцију уредника играних серија на РТС-у имао је од 1977. до 1991. године, када постаје главни уредник Уметничко–забавног програма РТС-a. Био је члан Удружења књижевника Србије и српског ПЕН центра; говорио и писао за Националну ревију, магазин о националној баштини Србије. Изабран је за председника Удружења књижевника Србије 2018. године.
Када је у ратном стању током НАТО бомбардовања добио наредбу да направи списак људи Уметничког програма за принудне одморе и изгледно отпуштање, послао је списак са само једним именом – Милован Витезовић. Зато је суспендован, смењен и послат на принудни одмор, који се одужио годинама.
На Академију уметности позван је да у звању доцента од 2001. године предаје Филмски и ТВ сценарио. Након тога био је у звању редовног професора на Катедри за драматургију.
Управни одбор Удружења књижевника Србије предложио га је 30. марта 2012. за дописног члана Српске академије наука и уметности, али није изабран. Изабран је за академика Академије науке и умјетности Републике Српске 2021. године.
Отворио је 64. Београдски сајам књига 20. октобра 2019. године.
Преминуо је у Београду, 22. марта 2022. године, услед компликација изазваних корона вирусом. Сахрањен је 26. марта на гробљу Лешће.

## Награде
Добитник је бројних награда од којих су најзначајније: Змајеве дечје игре (1978. год.), Велика базјашка повеља (2005), Кочићева награда (2005. год.) – Република Српска, Златно Гашино перо (2006. год.), награда Гласа јавности Меша Селимовић друго место (2000. год.).
Био је кандидат за Антологију најбољих светских сатиричара која је објављена у САД 2007. године.
У Новом Саду, јуна 2007. године, припала му је част да добије Змајев песнички штап и отвори Змајеве дечје игре, највећи фестивал дечјег стваралаштва у Европи.
Добитник је руског одликовања "Златни витез". Примљен је у руски ред Витезова словенске духовности, културе и уметности.
Екранизација његовог романа Лајање на звезде освојила је престижну домаћу награду Златна новосадска арена и награду фестивала у Херцег Новом.
Патријарх српски Иринеј га је 22. фебруар 2012. одликовао Орденом Светог деспота Стефана, а 2. фебруара 2017. Орденом Светог Саве другог степена.
2019: Награда Браћа Карић
Од 2020. године био је члан међународне Словенске академије.

## Књижевни рад
Као приповедач, ток радње водио је неосетно, спонтано и с много хумора прилагођеног ситуацији; дела му се одликују развијеном фабулом, анегдотском нарацијом, потпуно дочараном атмосфером доба о коме је говорио. Опсег тема којима се Витезовић служио веома је широк, од историјских личности и догађаја, преко измишљених ликова нашег времена, па до омладинског штива које представља хронику младости свих нас. У својим делима пружао је не само увид у живот и свет ликова, већ слика различите пределе дајући општу слику простора и времена. Радови Милована Витезовића заузели су место у школској лектири, такође и у немачкој средњошколској читанки. Као гост-уредник у Заводу за уџбенике и наставна средства, у едицији капиталних издања уредио је изабрана дела Богдана Поповића, Јована Скерлића, Милана Кашанина и Стојана Новаковића. Саставио је неколико антологија, међу којима и Антологију савремене српске сатиричне приче (1979). Један је од приређивача Сабраних дела Симе Милутиновића Сарајлије (Бачка Паланка).
Његов роман „Чарапе краља Петра” је 2013. године преведен на италијански језик.
У 2013. приредио је и објавио капитално дело „Свети Сава у руском царском летопису”.
Хајдук Вељко Петровић, Европске године кнеза Милоша и Чарапе краља Петра су историјски романи на чијој је грађи Витезовић радио готово двадесет година.
У рукопису му је остао „Роман са Ћопићем”.

### Десет одабраних афоризама
- Партијске књижице се најчешће носе у новчанику!
- Ко пева зло не мисли. Ко мисли није му до песме!
- У мрачним временима храброст је бити свитац!
- Пао је за отаџбину природном смрћу!
- Не вреди преврнути лист. Књига је иста!
- У лажи су кратке ноге, али се не виде иза говорнице!
- Лака им била црна отаџбина!
- Мислим, дакле, сумњам да постојим!
- Жене често не знају шта хоће, али остварују своје намере!
- Голуб мира је превртач![14]

## Дела

### Романи
- Шешир професора Косте Вујића (1983)
- Лајање на звезде (28 издања) (1978)
- Милена из Кнез Михаилове
- Света љубав
- Хајдук Вељко Петровић
- Европске године кнеза Милоша
- Чарапе краља Петра
- Симфонија Винавер
- Синђелић се са сунцем смирио
- Принц Растко
- Бурлеска у Паризу
- Кад је невен био сунце
- Госпођица Десанка

### Књиге афоризама
- Срце ме је откуцало
- Мождане капи
- Мисларица
- Луди драги камен
- Човече, наљути се
- Витешки кодекс

### Збирке песама за децу
- Ја и клинци ко песници (1971)
- Ђачко доба Шумарице (1972)
- Ђачко доба (1977)
- Наименовања (1981)
- Изабрано детињство (1981)
- Мој деда је био партизан (1981)
- Како подићи небо (1986)
- Детињство памети (1987)

### Телевизијске драме и серије
- Где цвета лимун жут
- Краљевина Србија
- Кнежевина Србија
- Димитрије Туцовић
- Вук Караџић
- Онда лоле измисли пароле
- Ђачко доба
- Снохватице I и II
- Шешир професора Косте Вујића
- Срећни људи

### Текстови за позоришна извођења
- Диско
- Тесно доба
- Усклађивао луд збуњеног
- Добро дошли..

### Сценарија за филм
- Ванбрачна путовања
- Бранислав Нушић
- Снови, живот, смрт Филипа Филиповића
- Лајање на звезде
- Шешир професора Косте Вујића